# Hypermnestre fille de Thestios
Pour les articles homonymes, voir Hypermnestre (homonymie).
Hypermnestre (en grec ancien Ὑπερμνήστρα / Hupermnếstra) est une princesse de la mythologie grecque, fille du roi Thestios de Pleuron, et mère d'Amphiaraos.

## Famille
Hypermnestre est la fille du roi Thestios de Pleuron et de son épouse Eurythemis. Pour Apollodore, elle fait partie d'une importante fratrie qui comprend Althée, Léda, Iphiclus (en), Evippus (en), Plexippos (de) et Eurypyle. Hésiode, quant à lui, ne mentionne qu'Althée et Léda. 
Elle épousa Oïclès, roi d'Argos, de qui elle eut un fils, Amphiaraos (selon les auteurs, c'est parfois Apollon qui est présenté comme le père), héros et devin argien qui fut l'un des meneurs de la guerre des sept chefs contre Thèbes.